# Clori, Tirsi e Fileno
Clors, Tirsi, i Fileno, Cantata a tre, HWV 96, subtitulada Cor fedele in vano speri ("Un cor fidel espera en va"), és un cantata còmica del 1707 de Georg Friedrich Händel. La protagonista és un graciosa pastoreta que estima dos joves, però perd ambdós quan aquests descobreixen la seva volubilitat. Es creia que l'obra s'havia perdut, la partitura és una important font d'àries d'algunes de les obres més famoses posteriors de Händel.

## Context històric
El 1706 Händel va deixar Hamburg per anar a Itàlia i el maig del 1707 va començar a viure com a compositor resident a prop del marquès Francesco Maria Ruspoli, i anava sovint des del Palau Valentini/Bonelli a Roma i la propietat de Ruspoli. Clors, Tirsi, i Fileno va ser composta una mica abans de l'octubre d'aquell any, ja que una factura del copista de l'obra posa la data del 14 d'octubre de 1707. No hi ha cap dada sobre alguna representació, però es podria haver estrenat de manera privada abans que Händel marxés de Florència a finals d'any per dirigir l'estrena de Rodrigo, la seva primera obra italiana, que compartia un ària amb la cantata.
La cantata mai va ser revisada i durant segles es coneixia solament un fragment d'un partitura manuscrita conservada prop de la British Library. Una versió d'aquest fragment havia estat publicada per Chrysander el 1889. En canvi, el 1960 el musicòleg Rudolf Ewerhart va anunciar la descoberta d'una partitura completa en la Col·lecció Santini a Münster, l'única existent actualment. La comparació entre la partitura completa i el fragment precedent de la British Library revela revisions en la composició realitzades ben aviat: Händel inicialment havia acabat la cantata amb un duet cínic entre els dos amants enganyats, "Senza occhi" ("Sense ulls"), en el qual demostren menyspreu pel gènere femení i renuncien a l'amor definitivament. Aquest duet fou substituït per un trio més lleuger, en el que la jove dona i els seus amants decebuts s'uneixen tot cantant, "Vivere e non amar" ("Viure i no estimar").

## Reutilització musical
Handel va reutilitzar l'ària "Un sospiretto" dues vegades: aquell mateix any a Rodrigo, i el 1732 en la versió allargada italoanglesa d'Acis and Galatea. L'ària, "Come la rondinella" també va ser inclosa en la revisió d'Acis and Galatea. La música d'"Amo Tirsi" va ser usada dues vegades també, amb textos diferents. Va ser adaptada primer com a "Se vuoi pace" a l'òpera Agrippina (1709), i com a "As when the dove" en la versió anglesa d' Acis and Galatea (1718). Dos dels duets van ser reutilitzats a Rinaldo (1711). L'obertura, en una reducció per a clavicèmbal, esdevé el moviment inicial de la Suite en sol menor en el primer volum de suites per a clavicèmbal de Händel, publicat el 1720. I el 1734 va ser instrumentat per a orquestra completa, formant part del pastitx Oreste.